# دراسة القوقاز
القوقازية، أو دراسة القوقاز عبارة عن مصطلح يشير إلى الدراسات التاريخية والجيوسياسية لمنطقة القوقاز. وهذا الفرع له تاريخ يتجاوز 150 عامًا. وفي عام 1972، تم تأسيس مركز الدراسات القوقازية (الذي تم تغيير اسمه إلى مركز الدراسات القوقازية في عام 2000) تحت رعاية الرئيس الإسرائيلي زلمان شازار.

## وصلات خارجية
- Tsu Institute of Caucasiology
- International Caucasological Research Institute
- International Caucasology Congress